# 古二乡
古二乡，是中华人民共和国四川省凉山彝族自治州越西县曾经下辖的一个乡。2017年撤销，划归竹阿觉镇。

## 行政区划
古二乡撤销前下辖以下地区：
俄布村、吉吾村和洛木村。